# Elisabet Frerot Södergren
Anna Elisabet Sophie Frerot Södergren (uttalas [frerå']), född 9 juni 1964, är en svensk journalist, programledare och utrikeskorrespondent, som sedan starten hösten 1990 arbetar på TV4. Innan hon började på TV4 arbetade hon som nyhetspresentatör på Östnytt i Sveriges Television och som reporter på Radio Östergötland.

## Biografi
Hon har tidigare varit programledare på Kalla fakta och Mera väder samt nyhetsankare på TV4-nyheterna. Frerot Södergren har gjort en dokumentär om Ola Skinnarmo soloexpedition till Sydpolen i TV4. Frerot Södergren var mellan  1998 och 2002 TV4-nyheternas Europakorrespondent baserad i Paris. Mellan 2010 och 2012 var hon TV4-Nyheternas USA-korrespondent, baserad i New York. Dessutom har hon varit programledare för eller medverkat i bland annat Eurovalvakan och EMU-valet: Nej till euron i EMU-valrörelsen 2003 (Frerot Södergren har också bevakat tidigare EU-val), Flodvågornas offer 2005, Nyhetsmorgon och När & fjärran. År 2006 bevakade hon centerpartiets valvaka. Linda Lundqvist har uppgett henne som sin journalistiska förebild. Elisabet Frerot Södergren var en av programledarna när TV4 sände Nobeldagen 2007. År 1993 och 2003 medverkade hon i Fångarna på fortet.
Av Publicistklubbens stipendienämnd Hiertanämnden tilldelades hon 1998 Tysklands stipendium för att studera den höga arbetslösheten samt effekterna av EMU på den tyska ekonomin. 
Frerot Södergren var en av fem utrikeskorrespondenter som skildrades i TV4:s dokumentärserie Korrarna säsong 1 med premiär 2014 och en av fyra i säsong 2.
Hon är intresserad av bergsklättring samt har bestigit Himalaya och Mount Vinson, det senare berget som första svensk. Elisabet Frerot Södergren var tidigare gift med Pascal Frerot, bergsguide i Chamonix i Frankrike.